# Az Alexandra Étteremkalauz élmezőnye (2011)

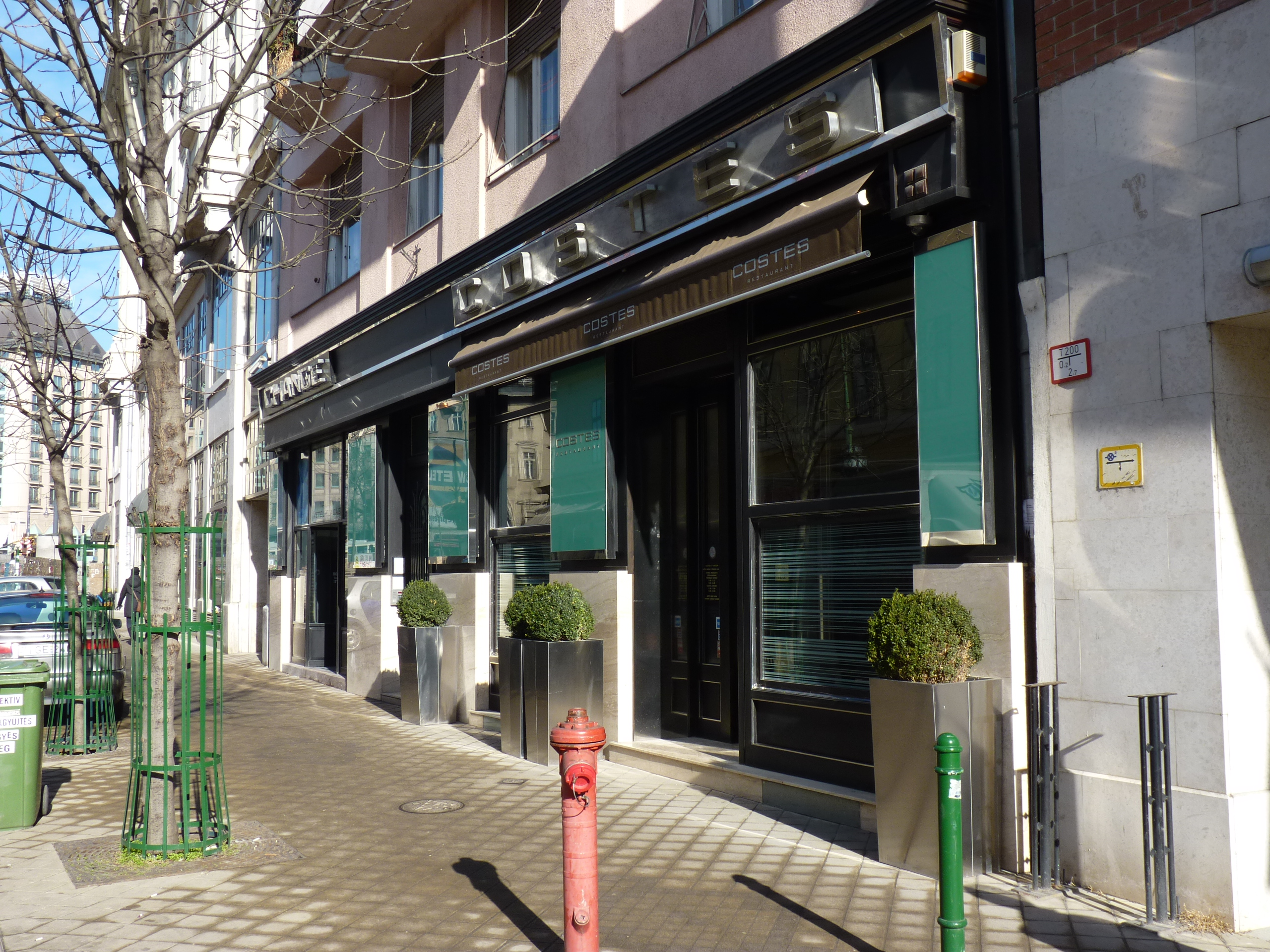
Costes

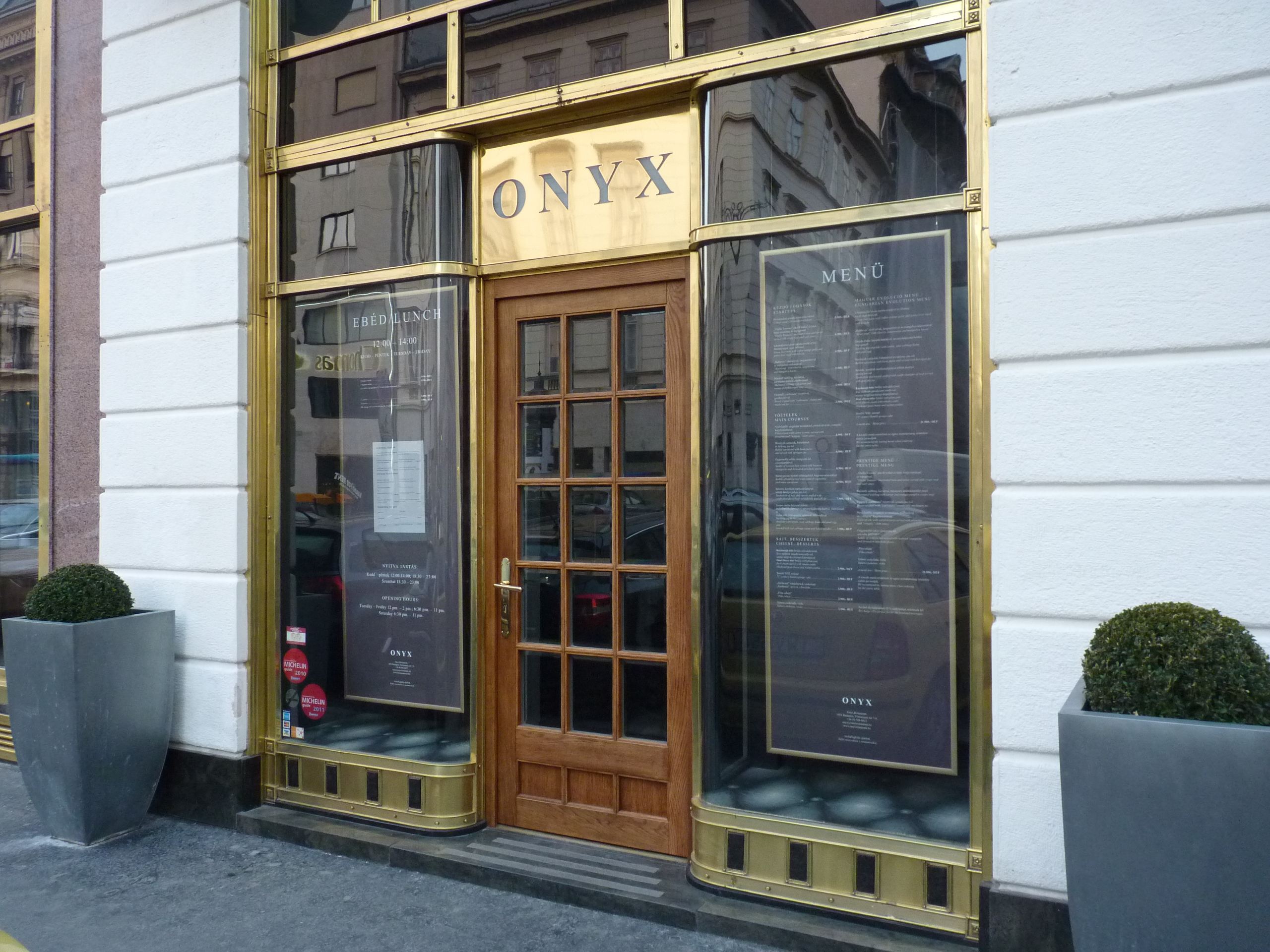
Onyx Étterem

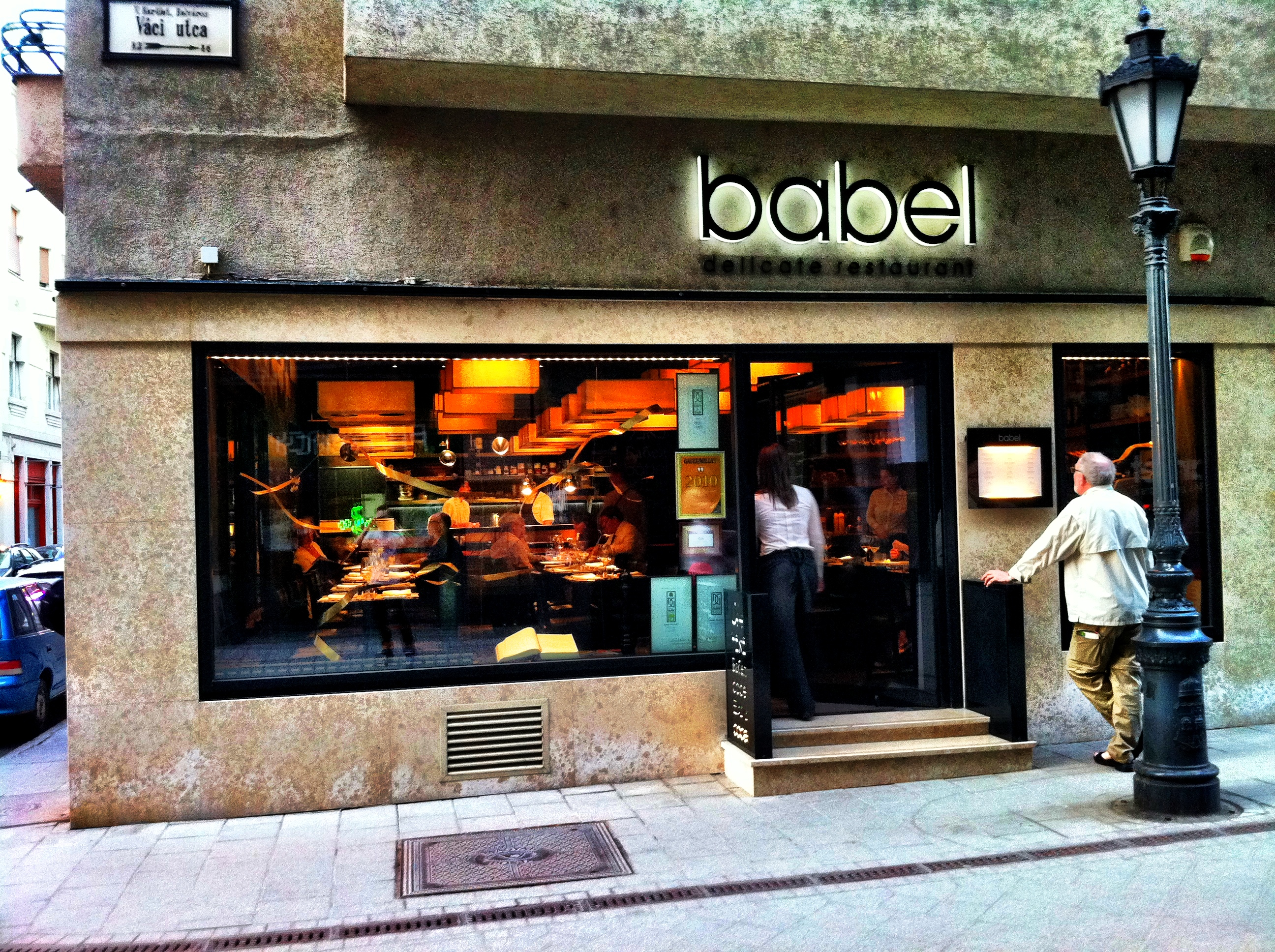
Babel Delicate Restaurant (azóta elköltözött)

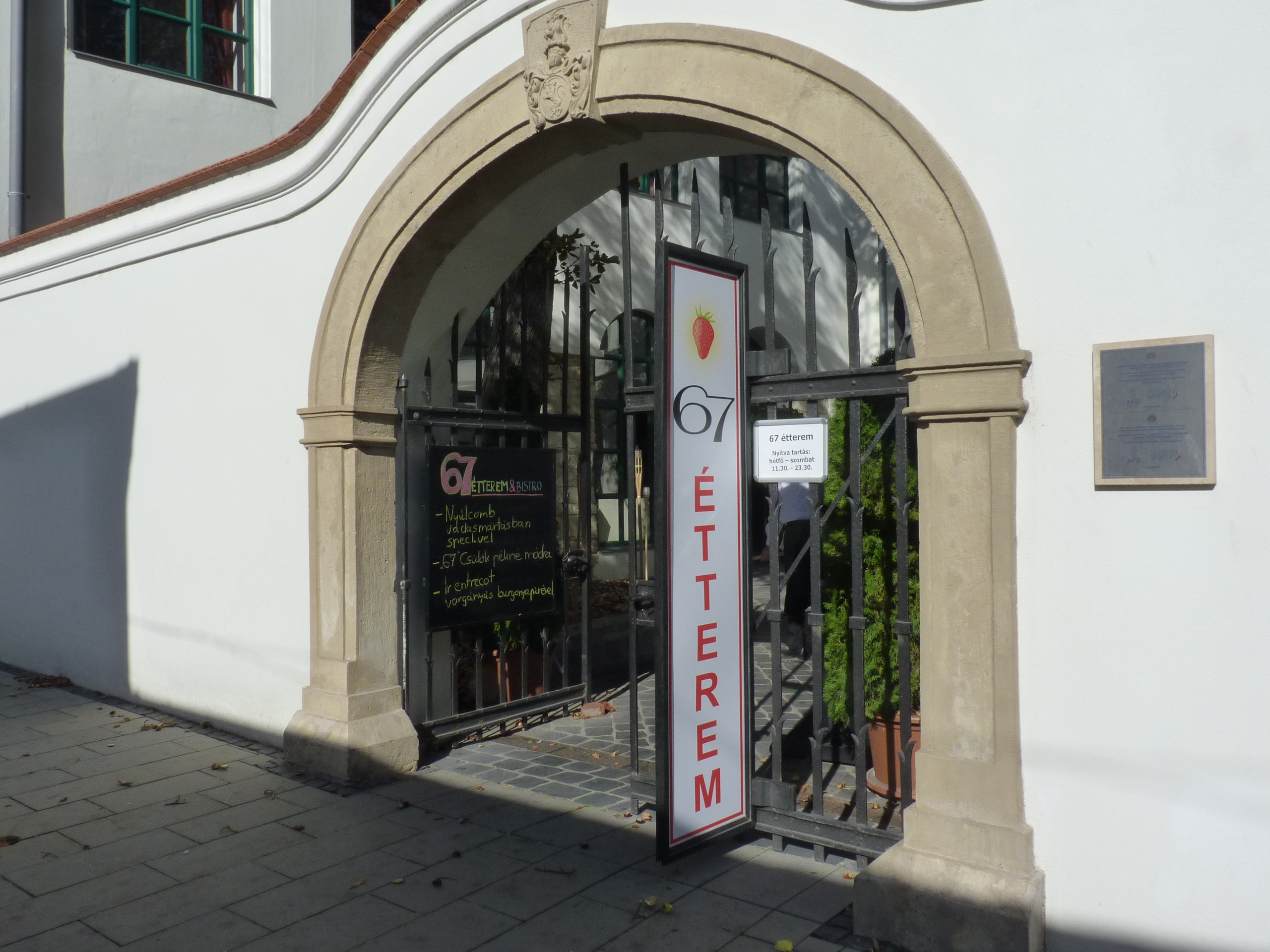
67 Étterem és Bistro

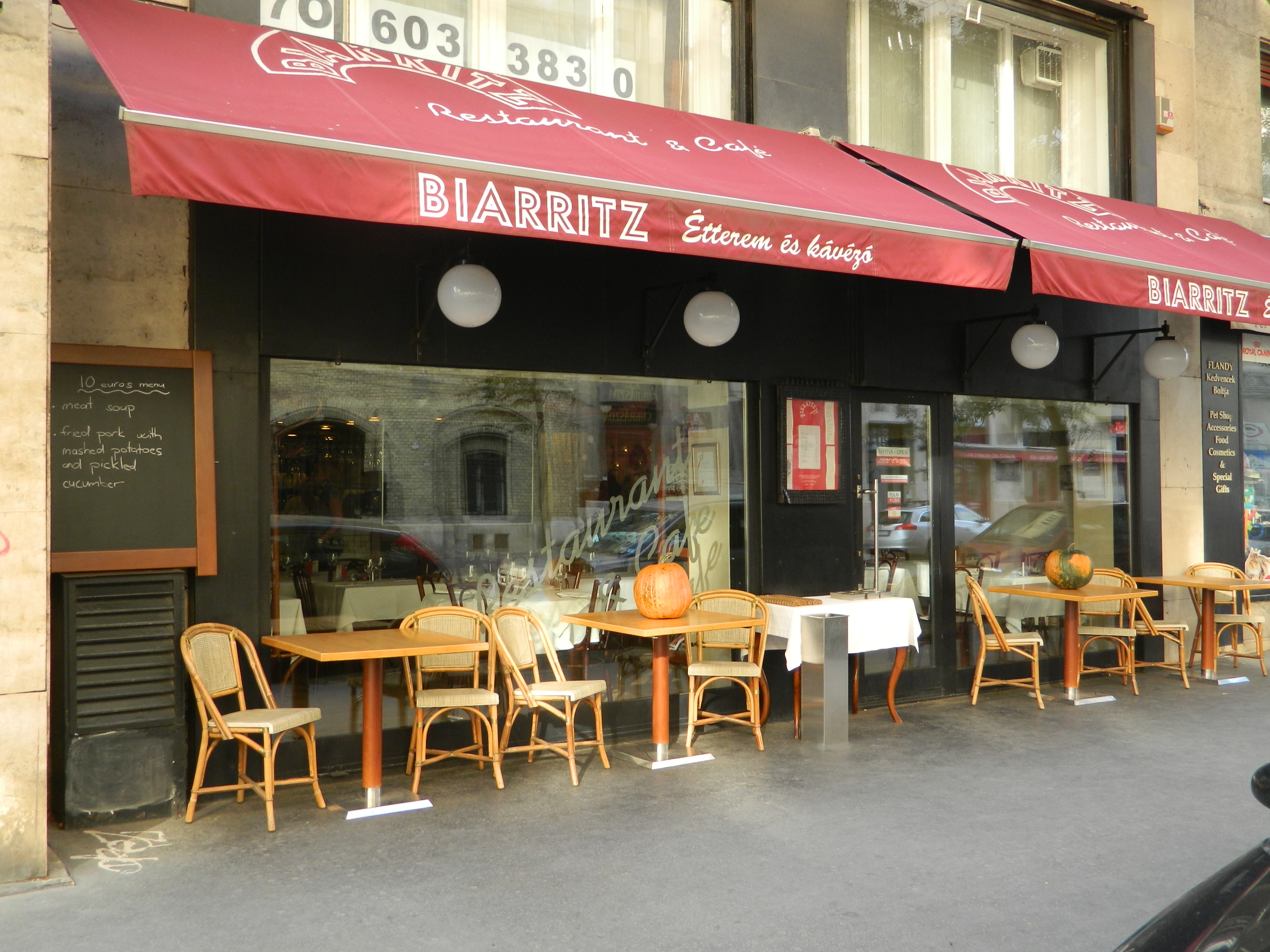
Biarritz étterem és kávézó

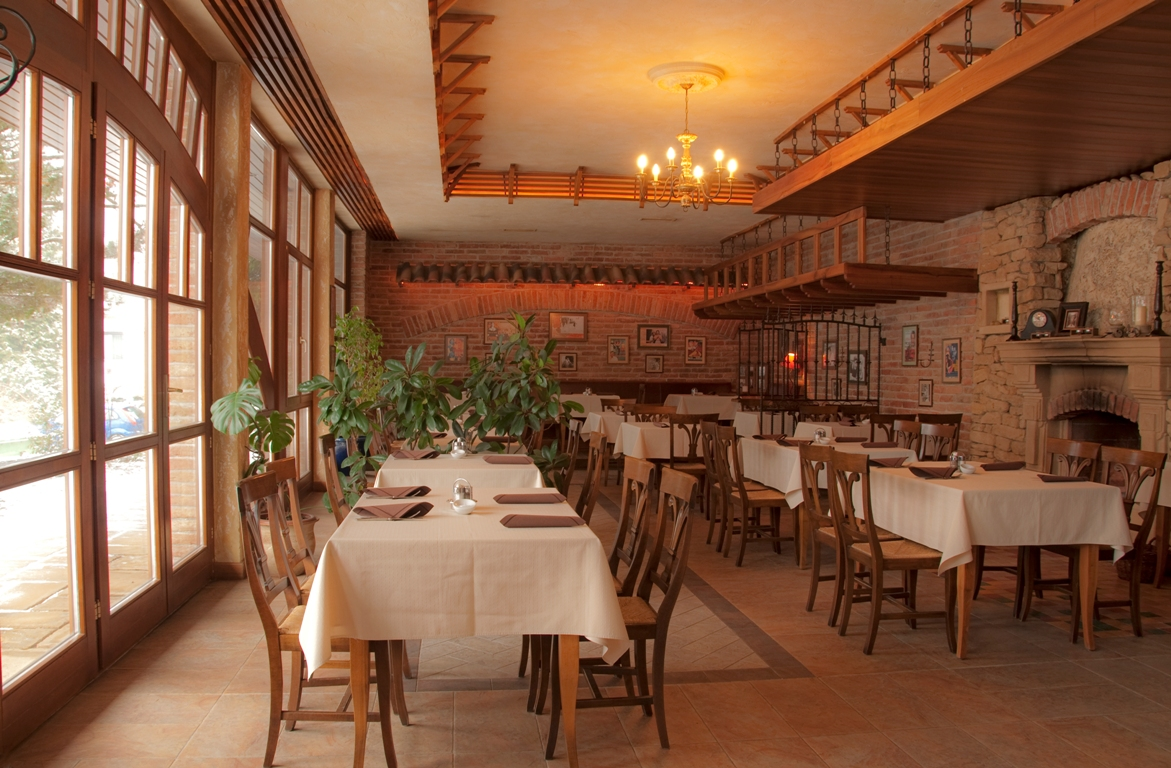
Trattoria Chianti

Ez a lista az Alexandra Étteremkalauz étteremtesztjének 2011-es élmezőnyét tartalmazza. Az Alexandra Kiadó kiadványa 20 pontos rendszerben értékeli a tesztelt éttermeket, melyek közül az élmezőnybe a legalább 11 pontot elért éttermek tartoznak. Nagyjából 16 pont felel meg az egy Michelin-csillagos színvonalnak.
Vinkó József, a Magyar Konyha főszerkesztője szerint a 2011-es kiadvány eltért eredeti céljától, és a kritikus részek elhagyásával „olyan lett, mint valami lelkes propagandakiadvány”.
A 2011-es élmezőnybe a következő éttermek tartoznak (a zárójeles pontszám a konyhafőnökváltás miatt csak tájékoztató jellegű):
| Étterem                               | Város          | Pont |
| ------------------------------------- | -------------- | ---- |
| Costes                                | Budapest       | 16   |
| Onyx Étterem                          | Budapest       | 16   |
| Château Visz                          | Visz           | 15   |
| Csalogány26 Vendéglő                  | Budapest       | 15   |
| Mák Bisztró                           | Budapest       | 15   |
| Nobu Budapest                         | Budapest       | 15   |
| Babel Delicate Restaurant             | Budapest       | 14,5 |
| Alabárdos Étterem                     | Budapest       | 14   |
| Arany Kaviár                          | Budapest       | 13,5 |
| Arcade Bistro                         | Budapest       | 13,5 |
| Bock Bisztró                          | Budapest       | 13,5 |
| Enoteca Corso Étterem                 | Pécs           | 13,5 |
| Fausto's Étterem                      | Budapest       | 13,5 |
| Olimpia vendéglő                      | Budapest       | 13,5 |
| Café Pierrot                          | Budapest       | 13,5 |
| 21 a Magyar Vendéglő                  | Budapest       | 13   |
| Aranyszarvas (Tabán)                  | Budapest       | 13   |
| Baraka Restaurant & Lounge            | Budapest       | 13   |
| Borkonyha                             | Budapest       | 13   |
| Fuji Japán Étterem                    | Budapest       | 13   |
| Hertelendy Kastély (Albizzia Gourmet) | Kutas          | 13   |
| Kistücsök Étterem                     | Balatonszemes  | 13   |
| Kogart étterem                        | Budapest       | 13   |
| Ráspi Étterem                         | Fertőrákos     | 13   |
| 67 Étterem és Bistro                  | Székesfehérvár | 12,5 |
| Biarritz étterem és kávézó            | Budapest       | 12,5 |
| Boscolo Salon – Fine Dining Étterem   | Budapest       | 12,5 |
| Brill Bisztró                         | Békéscsaba     | 12,5 |
| Krizia Étterem                        | Budapest       | 12,5 |
| Villa Medici Restaurant               | Veszprém       | 12,5 |
| Walter Vendéglő                       | Perbál         | 12,5 |
| Imola Udvarház étterem                | Eger           | 12   |
| Le Bourbon – Hotel Méridien           | Budapest       | 12   |
| Mandula Étterem                       | Villány        | 12   |
| Pesti Lámpás Étterem és Kávéház       | Budapest       | 12   |
| Piac Bistro                           | Zalaegerszeg   | 12   |
| Solier étterem és kávézó              | Gödöllő        | 12   |
| Taverna Flórián                       | Kőszeg         | 12   |
| Tigris étterem                        | Budapest       | 12   |
| Viator Apátsági Étterem és Borbár     | Pannonhalma    | 12   |
| Villa Fiore                           | Lesencetomaj   | 12   |
| Zsálya Bisztró – Hotel Aqua           | Eger           | 12   |
| Trattoria Chianti                     | Veszprém       | 11,5 |
| Hold Bisztró                          | Budapest       | 11,5 |
| Mix Étterem                           | Budapest       | 11,5 |
| U26 Bisztronómia Fakultáció           | Budapest       | 11,5 |
| Jankovich Kúria Hotel és Étterem      | Rácalmás       | 11,5 |
| Kempinski Hotel – Ristorante Giardino | Budapest       | 11,5 |
| Kereskedőház Café & Restaurant        | Szentendre     | 11   |
| La Maréda Étterem és Bisztró          | Győr           | 11   |
| Márgál Budapest Étterem               | Budapest       | 11   |
| Osteria Fausto's                      | Budapest       | 11   |
| Ős Kaján étterem                      | Tolcsva        | 11   |
| Paris–Budapest Café Sofitel           | Budapest       | 11   |
| Platán Restaurant és Café             | Tata           | 11   |
| Trattoria Pomo d'Oro                  | Budapest       | 11   |
| Rókusfalvy Fogadó                     | Etyek          | 11   |
| Rosinante Fogadó                      | Szigetmonostor | 11   |
| Vár: a Speiz Restaurant               | Budapest       | 11   |